# Ryan Lee
Ryan Scott Lee, född 4 oktober 1996 i Austin i Texas, är en amerikansk skådespelare. Han är mest känd för rollen som Warren i TV-serien Trophy Wife och Cary i filmen Super 8 från 2011. Han har även spelat rollen som Champ i filmen Goosebumps samt medverkat i TV-serien My Dead Ex och David Guettas musikvideo till låten "Titanium".